# Гаврилов, Иван Александрович (кораблестроитель)
Гаврилов Иван Александрович (1873—1966) — русский кораблестроитель, конструктор крейсеров и строитель канонерских лодок, технический директор Русско-Балтийского завода в Ревеле, полковник Корпуса корабельных инженеров.

## Биография
Иван Александрович Гаврилов родился 22 февраля 1873 года в семье генерал-лейтенанта Корпуса морской артиллерии А. П. Гаврилова (1817—1897).
В службе с 1890 года. В 1893 году окончил кораблестроительное отделение Технического училища Морского ведомства в Кронштадте. С 7 ноября 1893 года проходил службу младшим помощником судостроителя в Санкт-Петербургском порту. В 1898 году окончил кораблестроительное отделение Николаевской морской академии. Продолжил службу в Санкт-Петербургском порту. С 15 сентября 1899 года по 26 ноября 1902 года находился во Франции при постройке эскадренного броненосца «Цесаревич» и крейсера I ранга «Баян» на верфи Ла Сейн. Занимался приёмкой материалов, с весны 1901 года стал наблюдающим корабельным инженером за постройкой обоих кораблей. С 25 сентября 1899 года в чине старшего помощника судостроителя Кронштадтского порта.
С 26 ноября 1902 года вышел в запас для обучения в парижской Высшей электротехнической школе (Ecole supérieure d'électricité). По возвращении в Россию 15 сентября 1903 года вернулся на службу. По ходатайству временно исполняющего должность заведующего Опытовым судостроительным бассейном И. Г. Бубнова и с согласия А. Н. Крылова был назначен старшим помощником заведующего Опытовым бассейном, затем с 1904 года служил помощником начальника судостроительного отдела на Невском судостроительном и механическом заводе, проектировал крейсер-разведчик 30-узловой скорости. В 1906 году произведён в младшие судостроители, в 1907 году переаттестован в подполковники.
1 января 1908 года зачислен по Корпусу корабельных инженеров. 14 января 1908 года был назначен заведующим техническим бюро Адмиралтейского завода, где разработал два проекта лёгких крейсеров, проект миноносца и малой подводной лодки с единым дизельным двигателем. На Адмиралтейском заводе по собственному проекту построил канонерскую лодку «Гиляк», по его же проекту были построены канонерские лодки «Карс» и «Ардаган».
8 декабря 1908 года окончил Подводный офицерский класс Либавского учебного отряда подводного плавания. 10 апреля 1911 года произведён в полковники Корпуса корабельных инженеров «за отличие по службе». Весной 1912 года руководил разработкой модифицированного проекта линейного крейсера по изменённым заданиям Морского генерального штаба (с добавлением четвёртой 14"/52 трехорудийной башни).
20 августа 1912 года был «уволен для службы на коммерческих судах» и 21 августа назначен техническим директором создаваемого на полуострове Цигелькоппель в Ревеле судостроительного завода АО «Русское общество для изготовления снарядов и военных припасов» (фактический владелец — фирма «Шнейдер-Крезо»), в 1913 году трансформировавшегося в Русско-Балтийский завод. В июне 1914 года, в предвидении новой крупной судостроительной программы, провёл под своим руководством на заводе разработку проекта линейного корабля с 16 16"/45 орудиями и скоростью хода 30 узлов, который должен был стать сильнейшим в своём классе.
В период существования Северо-Западного фронта и до 1920 года продолжал служить на заводе, пытался предотвратить расхищение заводского имущества и материалов, наладить ремонт вооружения русской армии.
В 1920 году эмигрировал в Аргентину, работал на судостроительных заводах.
Умер 23 января 1966 года. Похоронен в Буэнос-Айресе.

## Семья
Был женат. Жена — Александра Константиновна (17.12.1879-15.01.1962, урождённая Пилкина), дочь адмирала К. П. Пилкина, сестра контр-адмирала В. К. Пилкина. После эмиграции мужа, жена с сыном Константином и дочерьми Верой (в замужестве Алексеева) и Ниной (в замужестве Далто), оставались в Эстонии.
Сын Константин (1908—1982) — зоолог, зоопсихолог, психоаналитик. В 1927 году окончил Таллинскую городскую русскую гимназию и поступил на естественное отделение философского факультета Карлова университета в Праге. Преподавал зоологию в Карловом университете. В 1938 году переехал в Аргентину, где жили его родители. С 1949 года преподавал в Тукуманском университете: доцент, директор Школы естественных наук; в дальнейшем профессор, заведующий кафедрой сравнительной анатомии, эмбриологии и физиологии, кафедрой зоопсихологии. Почётный член Академии естествознания при Аргентинской академии наук. Автор более 80-и опубликованных научных работ. Похоронен в г. Тукуман, Аргентина.

## Награды
- орден Святого Станислава 2 степени (1911);
- орден Святой Анны 2 степени (1913);
- орден Святого Владимира 4 степени (16 апреля 1916);
- серебряная медаль «В память царствования императора Александра III» (1896);
- светло-бронзовая медаль «В память 300-летия царствования дома Романовых» (1913);
- светло-бронзовая медаль «В память 200-летия морского сражения при Гангуте» (1915);[2][3].

Иностранные:
- Французский знак присвоения звания Officier d’academie (1901)[2][3].